# Onthophagus rugulosus
Onthophagus rugulosus är en skalbaggsart som beskrevs av Edgar von Harold 1886. Onthophagus rugulosus ingår i släktet Onthophagus och familjen bladhorningar. Inga underarter finns listade i Catalogue of Life.